# Empresa Nacional de la Coca
La Empresa Nacional de la Coca (ENACO) es una empresa estatal peruana dedicada a la comercialización de la hoja de coca y derivados. Es la única empresa estatal que tiene el monopolio legítimo en la comercialización de la hoja de coca y sus derivados. Fue creada el año 1949. En 1982 se convierte en una empresa estatal de derecho privado.
Cuenta con una lista de 31,000 productores legales de hoja de coca en el Perú. Según la Ley 22095 este padrón no puede ser modificado desde su elaboración en 1978.
La sede central se encuentra en Cusco y cuenta con agencias en Ayacucho, Huancayo, Juliaca, Lima, Quillabamba y Trujillo.

## Exportación legal a Estados Unidos
ENACO exporta a Estados Unidos hojas de coca que son procesadas por la empresa Stepan Chemicals de Chicago, Illinois. De esta compañía, la empresa Coca-Cola recibe extractos de la planta Erythroxylum novogranatense var. truxillense (Coca Trujillo). Las hojas de coca son adquiridas legalmente (115 toneladas anuales aproximadamente) con permiso del Departamento de Justicia de los Estados Unidos.
La empresa multinacional estadounidense The Coca-Cola Company es la única empresa legalmente autorizada en el mundo para importar, procesar y usar comercialmente hojas de coca en la elaboración de la bebida Coca-Cola. El artículo 27 de la Convención Única sobre Estupefacientes de 1961 fue desarrollado de manera ad hoc para tal fin:

Las Partes podrán autorizar el uso de hojas de coca para la preparación de un agente saporífero que no contenga ningún alcaloide y, en la medida necesaria para dicho uso, autorizar la producción, importación, exportación, el comercio y la posesión de dichas hojas.
Artículo 27, Convención Única sobre Estupefacientes (1961).

La empresa Mallinckrodt Pharmaceuticals en Saint Louis, Misuri, elabora clorhidrato de cocaína con los restos de la planta que recibe de la Compañía Stepan y lo distribuye al resto del país con fines médicos.

### Legislación
- Decreto Ley N. º 22370 Ley Orgánica de la Empresa Nacional de la Coca (5 de diciembre de 1978)

- Datos: Q26260333